# Tino Fernández
Pour les articles homonymes, voir Fernández.
Constantino Fernández Pico, plus connu comme Tino Fernández, né le 23 juillet 1966 à La Corogne, est un homme d'affaires espagnol. Il préside le Deportivo La Corogne entre 2014 et 2019.

## Biographie
Licencié en Économie de l'Université de Saint-Jacques-de-Compostelle, il fonde et préside l'entreprise de consultation technologique Altia. Amateur de basket-ball, il entraîne plusieurs équipes de basket-ball au niveau junior.
Il devient président du Deportivo La Corogne le 21 janvier 2014, succédant à Augusto César Lendoiro. Il quitte la présidence en 2019. 